# Nogales, Arizona
Nogales je grad u američkoj saveznoj državi Arizona. Prema popisu stanovništva iz 2010. u njemu je živjelo 20,837 stanovnika.